# رامیز مهدييف
رامیز مهدييف (17 أبريل 1938 -) رئيس السابقة للإدارة الرئاسية، رئيس أكاديمية العلوم الوطنية الاذربيجانية

## حياته
ولد رامیز أنور أوغلو مهدييف في 17 أبريل من 1938 في باكو. أبوه أنور مهدييف حسين‌قولو أوغلو من قرية قارخون بمنطقة شرور توفي على جبهة القرم في عام 1942 خلال الحرب العالمية الثانية. أمضى طفولته والسنوات الأولى من شبابها في ظروف صعبة تحت رعاية جده حاجيبالا علييف، وهو انسان متجذر من مواليد نخجوان. حصل على تعليمه الثانوي باللغة الروسية في المدرسة الثانوية رقم 3باسم ألكسندر سيرغيجيفتش بوشكين في نخجوان.

## حیاته العلمی
التحق رامیز مهدييف بكلية التاريخ في جامعة أذربيجان الحكومية عام 1961، وبعد ذلك بعام انتخب أمينًا للجنة كومسومول للكلية، وبعد ذلك بعام انتخب نائبًا لأمين لجنة كومسومول بالجامعة. في عام 1965، أثناء دراسته في السنة الخامسة للجامعة، تم تعيينه مدربًا لقسم الطلاب والشباب في اللجنة المركزية لاتحاد الشباب الشيوعي اللينيني في أذربيجان.
شغل رامیز مهدييف في 1968-1967 منصب السكرتير الثاني للجنة منظمة كومسومول بإقليم نخجوان. في عام 1968 دخل قسم الدراسات العليا في كلية الفلسفة في جامعة موسكو الحكومية المسماة باسم لومونوسوف، في عام 1972، في اجتماع لمجلس الدفاع العلمى بجامعة موسكو الحكومية، دافع عن أطروحته حول «العلاقة بين القومية اللينينية والانتهازية» لأخذ درجة دكتورا في العلوم الفلسفية.
عام 1972، عمل في قسم العلوم الشيوعية بجامعة أذربيجان الحكومية، أولاً كمدرّس ثم كمدرّس أول. في مايو منذ 1974، تم ترفيعه إلى منصب محاضر في قسم الدعاية في اللجنة المركزية للحزب الشيوعي الأذربيجاني، وبعد عام تم تعيينه مساعدًا لسكرتير الشؤون الإيديولوجية للجنة المركزية للحزب الشيوعي الأذربيجاني.
رامیز مهدييف كان لديه اجتهاد، مبادئ ومتطلبات ولم تبعد هذه الأوصاف عن انظار السكرتير الأول للجنة المركزية للحزب الشيوعي الأذربيجاني حيدر علييف. عيّن نائباً لرئيس دائرة العلوم والتعليم في اللجنة المركزية للحزب الشيوعي الأذربيجاني في حزيران/يونيو 1976.
انتخب في كانون الأول سنة 1983 امينا للشؤون الايديولوجية والفكرية للجنة المركزية للحزب الشيوعي الأذربيجاني. بعد تغيير القيادة في الجمهورية في مايو 1988، تم فصل العديد من الموظفين الأكفاء، بما في ذلك رامیز مهدييف. في شهر يونيو من نفس العام، تم تعيينه رئيسًا لقسم معهد البحوث الاجتماعية السياسية والمعلومات في أكاديمية العلوم الأذربيجانية.
رامیز مهدييف، الذي كرس نفسه للبحث العلمى، في ديسمبر 1993 دافع عن أطروحته حول «الروابط بين الشعوب: المشكلات النظرية والسياسية» للحصول على درجة الدكتورا في العلوم الفلسفية. في فبراير عام 1994، وبأمر من رئيس جمهورية أذربيجان حيدر علييف، تم تعيينه رئيسًا لشعبة العامة للمكتب التنفيذي الرئاسي. في فبراير 1995، وبأمر من رئيس جمهورية أذربيجان، تم تعيينه رئيسًا للمكتب التنفيذي للرئاسة. (الإدارة الرئاسية الفعلية).
و هو رئيس قسم سياسة شؤون الموظفين والوظائف الرسمية في أكاديمية الإدارة الحكومة برئاسة جمهورية أذربيجان. إن إيديولوجية أذربيجان، وتغطية التطور الديالكتيكي لشعبنا ودولتنا المستقلة، ونهج المجريات في المجتمع من منظور التاريخ والحداثة، هي الخطوط الرئيسية لأعماله. تعد دراسات رامیز مهدييف في مجال إعادة بحث تاريخ الفكر الفلسفي وتاريخ الدولة الأذربيجانية وايضاً في مجال المشاكل الحالية للعلاقات الشعبية بمثابة برنامج للعلوم الاجتماعية والإنسانية.
رامیز مهدييف هو رئيس لجنة المواطنة ولجنة العفو ومجلس شعارات النبالة برئاسة جمهورية أذربيجان.
أصبح 1985-1980 و1990-1985 نائبا في المجلس الأعلى الخامسة والسادسة للاتحاد السوفيتي في أذربيجان. في 2000-1995 كان نائبا في البرلمان الأذربيجاني الأول. انتخب عضوا في المجلس السياسي في المؤتمر الثاني لحزب أذربيجان الجديدة في تشرين الثاني عام 2001.

## أعماله وآثاره
- الفلسفة.
- قره‌باغ الجبلية – التاريخ في ضوء المصادر.
- التراث السیاسی لحکام تاریخنا فی ضوء المصادر.
- فائدة وعي التاريخ في تشكل الفكرة الوطنية (المجلد الأولی).
- الفكرة الوطنية الأذربيجانية في عهد التحولات العالمية (المجلد الثاني).[4]

## المنح والجوائز
بموجب مراسيم رئيس جمهورية أذربيجان حصل على:
- وسام الاستقلال (2008)،
- وسام الشرف (2013)،
- وسام المجد (2018) لعمله المثمر في تعزيز الدولة، والخدمات الخاصة في بناء الدولة والنشاط المثمر في الخدمة الوظيفية والخدماته العظيمة في تطوير العلم.
- حصل على وسام الصداقة (2008) ووسام الشرف (2018) بأوامر من الرئيس الروسي.
- حصل رامیز مهدييف على وسام «حيدر علييف» في 23 أكتوبر من 2019 بأمر من رئيس جمهورية أذربيجان.[5] وفي اليوم نفسه، أعفي من منصبه كرئيس للإدارة الرئاسية وانتخب رئيس للأكاديمية الوطنية الأذربيجانية للعلوم.[6]